# Tlön
Tlön est un monde imaginaire, créé par Jorge Luis Borges dans la nouvelle Tlön, Uqbar, Orbis Tertius, du recueil Fictions.
D'après l'analyse de Borges sur les langages, on distingue au moins deux cultures distinctes dans le monde de Tlön avec deux langues différentes. Les Tloniens ont développé des mathématiques, la psychologie...